# Nationaal Onderwijsmuseum
Het Nationaal Onderwijsmuseum (voorheen Nationaal Schoolmuseum) is een cultuurhistorisch museum over de ontwikkeling van het onderwijs in Nederland. Het is sinds 2012 gevestigd in de Zuid-Hollandse stad Dordrecht.

## Geschiedenis
Het Nationaal Onderwijsmuseum is in 1981 opgericht als Nationaal Historische Onderwijscollectie. De eerste plaats van vestiging was Zoetermeer. Van 1989 tot 2012 was het gevestigd in de oude gemeentebibliotheek van Rotterdam te Rotterdam. Daarna verhuisde het museum naar een tijdelijke locatie in Dordrecht.
In juli 2015 werd een vernieuwd Nationaal Onderwijsmuseum geopend door minister van Onderwijs, Cultuur en Wetenschap Jet Bussemaker. Het is gevestigd in gebouw De Holland van architect Sybold van Ravesteyn te Dordrecht.

## Activiteiten
Het museum is anno 2020 uitgegroeid tot een kennisinstituut met een grote collectie op het gebied van onderwijs. In totaal beheert het museum 325.000 voorwerpen die op de één of andere manier iets met het Nederlandse onderwijs te maken hebben. Daarmee is het een van de grootste onderwijsmusea ter wereld. Behalve het verzamelen en tentoonstellen van deze collectie, educatieve programma's, vakantieprogrammering, lezingen en bijeenkomsten, richt het museum zich ook op onderzoek.